# ۱۳۳ (قمری)
۱۳۳ (قمری)، صد و سی و سومین سال در گاهشماری هجری قمری است. اول محرم این سال برابر با سیزدهم اوت سال ۷۵۰ میلادی است.

## وابسته
- تاشکند
- جنبش مهریان